# Möhüc
Möhüc (ryska: Мюгюдж) är en ort i Azerbajdzjan.   Den ligger i distriktet Quba Rayonu, i den nordöstra delen av landet, 160 km nordväst om huvudstaden Baku. Möhüc ligger 1 037 meter över havet och antalet invånare är 1 215.
Terrängen runt Möhüc är kuperad. Närmaste större samhälle är Quba, 9,1 km nordost om Möhüc. 